# 圖盧迪姆圖山
6°49′35″N 39°49′10″E / 6.8265°N 39.8194°E
圖盧迪姆圖山（英語：Mount Tullu Dimtu）是埃塞俄比亞的山峰，位於該國中南部，由奧羅米亞州負責管轄，處於貝爾山國家公園範圍，屬於貝爾山的一部分，海拔高度4,389米，是該國第四高峰。